# Kamienica Pod Fortuną w Warszawie
Kamienica pod Fortuną – kamienica na warszawskim Rynku Starego Miasta pod numerem 22.

## Historia
Kamienica powstała w XV wieku jako budynek jednotraktowy z piwnicą przykrytą stropem. W czasie gdy właścicielem była rodzina Susiigów, dostawiono trzeci trakt. W latach 1633−1635 została gruntownie przebudowana po pożarze. Przesklepiono wtedy piwnice, w których przechowywano dochody z podatków kwarcianych, oraz rozbudowano ją do czterech kondygnacji. Fasadę ozdobiono niezachowaną personifikacją Fortuny, od której wywodzi się nazwa kamienicy.
Po zniszczeniu w XVII wieku kamienicę odbudowano i otrzymała ona wtedy latarnię na dachu. W połowie XVIII wieku istniała tu szkoła malarstwa prowadzona przez znanych polskich malarzy: Szymona Czechowicza i Łukasza Smuglewicza (którzy w niej również mieszkali).
Około połowy XIX wieku w kamienicy mieściła się kawiarnia, a w piwnicach składowane były wina Fukiera. Przed rokiem 1847 połączono czterokondygnacyjną oficynę boczną z domem tylnym. Przez kolejne lata wprowadzane były drobne modyfikacje fasady. W 1928 roku wykonano remont elewacji głównej. Polichromię wykonał na niej Felicjan Szczęsny Kowarski.
Po zniszczeniu w 1944 roku kamienicę odbudowano według projektu Wojciecha Kobylińskiego w 1953. Do dzisiaj fryz przedstawia personifikację bogini Fortuny oraz płody rolne.
W 1965 roku kamienica została wpisana do rejestru zabytków.

## Właściciele
- Konrad Witchewalt (1496–1498)
- Stanisław i Jan Susiig (1563–1581)
- Stanisław Ławski ze Strzegocina (od 1563)
- Paweł Szczawiński (od 1580)
- Paweł Krasiński (od 1616)
- Henryk Plumhoff (do 1633)
- Jakub Gianotti (od 1633)
- Skrzeczkowiczowie (od 1671)
- Szmelingowie (od 1701)
- Ambroży i Tomasz Czempińscy (1754–1821)
- Jan Zawisza (1822–1837)
- Jan Lindner (1837–1844)
- Cybulscy (1852–1861)
- Gustaw Meizner (od 1869)
- rodzina Gebauerów (1873–1942)